# Fizikai Szemle
A Fizikai Szemle az Eötvös Loránd Fizikai Társulat havonta megjelenő szakfolyóirata. Az 1950-ben indult – eleinte változó periodicitással megjelenő – lap, a 10. évfolyamtól, 1960 óta havonként jelenik meg.

## Támogatói
A szakfolyóirat közreadását támogatja a Magyar Tudományos Akadémia Fizikai Tudományok Osztálya, a Magyar Biofizikai Társaság és az Oktatási Minisztérium.

## Szerkesztői
Korábban hosszabb ideig, egészen haláláig Marx György volt a főszerkesztője. Legutóbbi főszerkesztői Berényi Dénes, Németh Judit, Szatmáry Zoltán, Lendvai János, Iglói Ferenc.

## Jogi elődjei
A Magyar Tudományos Akadémia által 1882-ben elindított Mathematikai és Természettudományi Értesítő és az 1891-ben Eötvös Loránd által alapított Matematikai és Physikai Lapok (1892–1943).
A Fizikai Szemle 1996/12. tematikus száma Fizikus útikönyv, amelyben a szerzők fizikusok emlékeit őrző helyeket mutatnak be (Szombathely, Celldömölk, Hegyhátsál, Kám). Megjelent a Fizikus útikönyv 2000 is a 2000/12. tematikus számként.

## Külső hivatkozások
- A Fizikai Szemle honlapja
- A Fizikai Szemle tematikus tartalomjegyzéke, 1950–2000
- A Fizikai Szemle évfolyamai a REAL-J-ben
- A Mathematikai és Természettudományi Értesítő évfolyamai a REAL-J-ben
- A Matematikai és Physikai Lapok évfolyamai a REAL-J-ben

- - muszakiak.hu - a műszaki portál - A műszaki értelmiség honlapja